# Injera
L’injera (amharique : እንጀራ) est une sorte de grande crêpe à trous, caractéristique de la cuisine éthiopienne, érythréenne,  somalienne et djiboutienne. C'est une galette recouverte d'une variété de sauces et qui, dans son ensemble, représente le plat principal de ces pays.
Il s'agit de la variante corne-africaine et couchitique de la crêpe mille trous ou crêpe nid d'abeille. 
Il est apparenté au lahoh que l'on retrouve au Yémen et au Moyen-Orient et à l'appam du Sud de l'Inde et au Ceylan.

## Dénominations
Elle est aussi appelée anjero.
En Somalie et à Djibouti elle est appelée canjeero ou laxoox.

## Préparation
La fabrication de l’injera nécessite d'utiliser de la farine de teff, une farine faite à base d'une céréale locale : le teff.
La galette se fait principalement sur la base d'un mélange entre la graine de teff et de l'eau. Elle demande à être cultivée dans des régions d’une altitude importante avec une température à pluviométrie suffisante. Ainsi, pour des raisons d’inaccessibilité économiques comme géographiques, elle peut être remplacée par d’autres graines et céréales telles que la farine de blé, le maïs ou l'orge. En plus de cela, il existe aussi une variante de l’injera connue sous le nom de canjeelo qui est préparée à partir d’une pâte à base de farine ordinaire, de levure, d’eau tiède et d’une pincée de sel. Ce mélange est ensuite battu à la main jusqu'à ce que sa texture devienne douce et crémeuse.
Malgré les différents usages de graines disponibles, celle de teff est celle qui est préférablement utilisée non seulement en raison de ses attributs sensoriels (couleur, odeur, goût) mais également en raison des riches nutriments qui la composent. La fabrication de l’injera se fait par un mélange de farine de teff avec de l’eau. Ce mélange sera ensuite fermenté par l’ajout d’un liquide jaune clair, nommé ersho. On laisse par la suite reposer ce mélange fermenté pendant une période d’environ deux à trois jours jusqu’à ce que son goût devienne légèrement acide.

### Cuisson

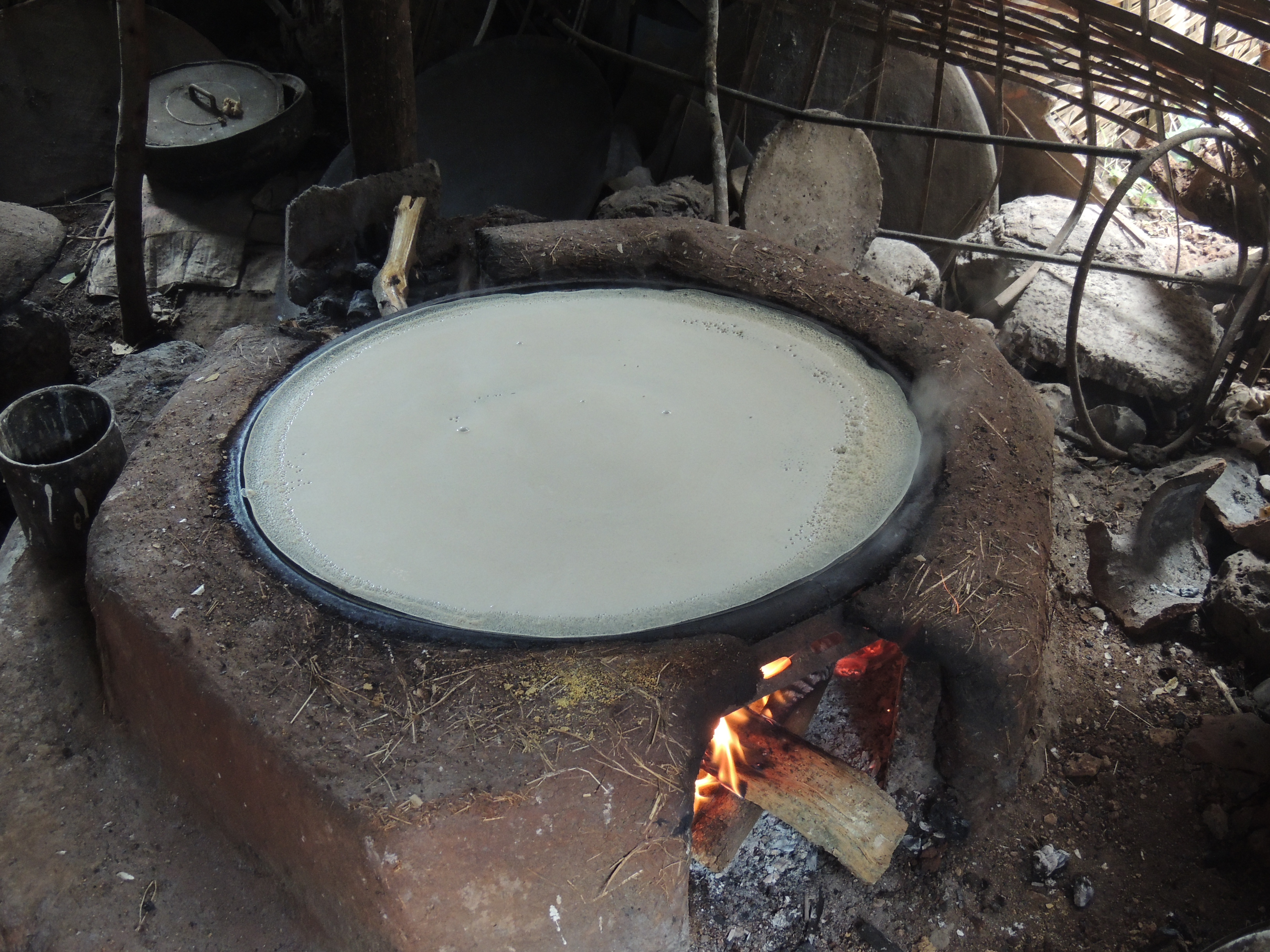
Cuisson d'injera sur une plaque d'argile, posée sur le feu.

Les méthodes de cuisson varient en fonction des régions et des moyens. Traditionnellement, la cuisson se faisait, et se fait toujours dans des régions moins développées, sur une grande plaque d'argile circulaire noire posée sur le feu. Cependant, c’est une technique qui présente un certain nombre d’inconvénients tels que la large consommation de bois qu’elle requiert, la forte production de fumée qu'elle dégage créant une pollution domestique et qui rend par conséquent son utilisation dangereuse auprès des enfants. La méthode de cuisson utilisée aujourd’hui, dans les grandes villes d'Érythrée et d'Éthiopie, ainsi que d’autres pays urbains, est celle des plaques chauffantes électriques appelés mitad en amharique (langue éthiopienne) ou mogogo en tigrinya (langue érythréenne),,.
En ce qui concerne sa forme, l’injera a une apparence similaire à celle d’une crêpe bretonne ou indienne. En termes de goût et texture, elle se rapprocherait plus de l’appam originaire du sud de l'Inde. La surface inférieure de l’injera a une texture relativement lisse à la suite de son contact avec la plaque chauffante inversement à la surface supérieure, qui elle a une texture poreuse. C'est alors cette surface poreuse qui permet de mieux ramasser les sauces qui seront par la suite nappées dessus.

### Ingrédients et consommation

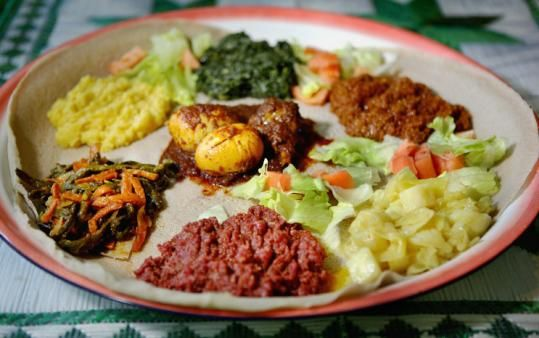
Injera superposée d'une variété de sauces.

La galette d’injera est accompagnée par une variété de sauces que l’on superpose dessus. Les sauces faites à base de légumes sont : le shiro (pois chiches), le atkilt wot (mélange de carottes, pommes de terre et de chou), l'azifa (lentilles), le mesir wot (mélange de lentilles et d'une sauce bérbéré épicée), et le fasolia (mélange de haricots verts, de carottes et d’oignons caramélisés). En ce qui concerne les principales sauces faites à base de viande, il y a le tibs (viande d'agneau, de bœuf ou de mouton, le doro wot (poulet et œuf) et le ketfo (viande hachée et crue). Cette variété de sauces faites à base de légumes rendent non seulement le plat accessible au végétarien et végan, mais également aux fidèles lors du jeûne orthodoxe durant lequel il ne faut consommer aucun produit animal.
Afin de déguster le plat, il faut dans un premier temps couper un petit bout de la galette d’injera (traditionnellement avec la main droite) et s’en servir pour saisir les sauces. Lorsque la totalité des sauces est terminée, le reste de l’injera, qui a absorbé le jus de ces dernières, se mange à son tour. La galette est donc à la fois un aliment, un ustensile de cuisine et une assiette. Lorsque toute la nappe d’injera est consommée, le repas est alors conclu.